# Gustaf von Hofsten (1880–1958)

Gustaf på mulåsna under Chaco-Cordillera-expeditionen, Bolivia (1901–1902).

Gustaf Henrik Eberhard von Hofsten, född 20 juli 1880 i Stockholm, död 26 december 1958, var en svensk direktör och flygpionjär. 

## Biografi
Hofsten arbetade som banktjänsteman 1898-1906. Han deltog i Nordenskiölds och von Rosens vetenskapliga expedition till Sydamerika 1901 och 1902 (Chaco-Cordillera-expeditionen). Där han bland annat upptäckte flera fågelarter som tidigare ej dokumenterats. Tillsammans med Carl Gustav Fogman flög han 1907 med ballongen Andrée den 600 kilometer långa sträckan från Stockholm till Lappo i Finland på 10 timmar. Han satte skandinaviskt distansrekord i ballongflygning 1910 med en flygning från Stockholm till Gotland via Riga; distansen uppmättes till 1000 kilometer och den avverkades på 33 timmar och 20 minuter. Han var chef för Stockholms flyghamn 1923-1937. Gustaf och frun Addi gjorde många resor tillsammans bland annat till Algeriet och Tunisien 1907 samt Egypten och Sudan 1912. Även 1933 och 1938-39 gjorde han resor i Egypten.
Gustaf fick 5 döttrar med frun Addi Ytteborg, född 1891. De gifte sig 1912 och bodde tillsammans med sina barn på Rosenhill på Djurgården i Stockholm.